# Sorubim trigonocephalus
Sorubim trigonocephalus är en fiskart som beskrevs av Miranda Ribeiro 1920. Sorubim trigonocephalus ingår i släktet Sorubim och familjen Pimelodidae. Inga underarter finns listade i Catalogue of Life.